# European Rugby Champions Cup 2022-23
La temporada 2022-23 de la Copa de Campeones Europeos de Rugby fue la 28.ª edición de la máxima competición continental del rugby europeo y la 9.ª con el nuevo nombre y formato.

## Sistema de puntuación
Los equipos participantes se agrupan en una tabla general teniendo en cuenta los resultados de los partidos mediante un sistema de puntuación, la cual se reparte:
- 4 puntos por victoria.
- 2 puntos por empate.
- 0 puntos por derrota.

También se otorga punto bonus, ofensivo y defensivo:
- El punto bonus ofensivo se obtiene al marcar cuatro (4) o más tries.
- El punto bonus defensivo se obtiene al perder por una diferencia de hasta siete (7) puntos.

## Equipos
Veinticuatro equipos se clasificaran para la temporada 2022-23, basándose en la clasificación de sus respectivas ligas domésticas durante la anterior temporada. La distribución de los equipos responde al siguiente patrón:
- Inglaterra: 8 equipos
  - Equipos clasificados entre la primera y la octava posición en la temporada 2021-22 de la Premiership Rugby. (8 equipos)
- Francia: 8 equipos
  - Equipos clasificados entre la primera y la octava posición en la temporada 2021-22 del Top 14 francés
- United Rugby Championship: 8 equipos
  - Irlanda, Italia, Escocia, Sudáfrica y Gales: 8 equipos

| Premiership | Top 14                                                                                                 | United Rugby Championship     | United Rugby Championship   | United Rugby Championship | United Rugby Championship |
| Inglaterra | Francia                                                                                                | Irlanda                       | Sudáfrica                   | Escocia                   | Gales                     |
| --- | --- | ----------------------------- | --------------------------- | ------------------------- | ------------------------- |
| - Gloucester - Harlequins - Leicester Tigers - Northampton Saints - Saracens - Sale Sharks - Exeter Chiefs - London Irish | - Union Bordeaux Bègles - Castres - Montpellier - Toulouse - La Rochelle - Racing 92 - Clermont - Lyon | - Leinster - Munster - Ulster | - Bulls - Sharks - Stormers | - Edinburgh Rugby         | - Ospreys                 |

## Fase de grupos

### Grupo A
| Equipo          | Encuentros | Encuentros | Encuentros | Encuentros | Tantos | Tantos | Tantos | PB | PB | Puntos |
| Equipo          | PJ         | PG         | PE         | PP         | F      | C      | Dif    | BO | BD | Puntos |
| --------------- | ---------- | ---------- | ---------- | ---------- | ------ | ------ | ------ | -- | -- | ------ |
| Leinster        | 4          | 4          | 0          | 0          | 184    | 34     | +150   | 4  | 0  | 20     |
| Exeter Chiefs   | 4          | 3          | 0          | 1          | 139    | 68     | +71    | 4  | 0  | 16     |
| Sharks          | 4          | 3          | 0          | 1          | 119    | 89     | +30    | 3  | 0  | 15     |
| Saracens        | 4          | 3          | 0          | 1          | 120    | 94     | +26    | 2  | 1  | 15     |
| Edinburgh       | 4          | 3          | 0          | 1          | 111    | 85     | +26    | 2  | 1  | 15     |
| Harlequins      | 4          | 2          | 0          | 2          | 113    | 108    | +5     | 3  | 1  | 12     |
| Bulls           | 4          | 2          | 0          | 2          | 102    | 139    | –37    | 2  | 0  | 10     |
| Gloucester      | 4          | 2          | 0          | 2          | 62     | 140    | –78    | 1  | 0  | 9      |
| Lyon            | 4          | 1          | 0          | 3          | 115    | 125    | –10    | 3  | 1  | 8      |
| Racing 92       | 4          | 1          | 0          | 3          | 60     | 121    | –61    | 0  | 1  | 5      |
| Bordeaux Bègles | 4          | 0          | 0          | 4          | 53     | 99     | –46    | 0  | 2  | 2      |
| Castres         | 4          | 0          | 0          | 4          | 56     | 132    | –76    | 0  | 0  | 0      |

|  | Clasificados a los octavos de final.                     |
|  | Clasificados a los octavos de final de la Challenge Cup. |

### Grupo B
| Equipo             | Encuentros | Encuentros | Encuentros | Encuentros | Tantos | Tantos | Tantos | PB | PB | Puntos |
| Equipo             | PJ         | PG         | PE         | PP         | F      | C      | Dif    | BO | BD | Puntos |
| ------------------ | ---------- | ---------- | ---------- | ---------- | ------ | ------ | ------ | -- | -- | ------ |
| La Rochelle        | 4          | 4          | 0          | 0          | 120    | 57     | +63    | 2  | 0  | 18     |
| Toulouse           | 4          | 4          | 0          | 0          | 110    | 53     | +57    | 1  | 0  | 17     |
| Stormers           | 4          | 3          | 0          | 1          | 106    | 68     | +38    | 3  | 0  | 15     |
| Leicester Tigers   | 4          | 3          | 0          | 1          | 116    | 89     | +27    | 1  | 1  | 14     |
| Ospreys            | 4          | 3          | 0          | 1          | 100    | 88     | +12    | 1  | 1  | 14     |
| Munster            | 4          | 2          | 0          | 2          | 73     | 67     | +6     | 0  | 2  | 10     |
| Montpellier        | 4          | 1          | 1          | 2          | 92     | 104    | –12    | 2  | 1  | 9      |
| Ulster             | 4          | 1          | 0          | 3          | 54     | 93     | –39    | 1  | 2  | 7      |
| Clermont           | 4          | 1          | 0          | 3          | 85     | 111    | –26    | 1  | 1  | 6      |
| Sale Sharks        | 4          | 1          | 0          | 3          | 74     | 94     | –20    | 1  | 0  | 5      |
| London Irish       | 4          | 0          | 1          | 3          | 76     | 115    | –39    | 0  | 1  | 3      |
| Northampton Saints | 4          | 0          | 0          | 4          | 54     | 121    | –67    | 0  | 1  | 1      |

|  | Clasificados a los octavos de final.                     |
|  | Clasificados a los octavos de final de la Challenge Cup. |

## Fase final

### Octavos de final
| 31 de marzo de 2023 | Leicester Tigers | 16 - 6 | Edinburgh |  |  |

| 1 de abril de 2023 | Sharks | 50 - 35 | Munster |  |  |

| 1 de abril de 2023 | Stormers | 32 - 28 | Harlequins |  |  |

| 1 de abril de 2023 | Leinster | 30 - 15 | Ulster |  |  |

| 1 de abril de 2023 | La Rochelle | 29 - 26 | Gloucester |  |  |

| 2 de abril de 2023 | Exeter Chiefs | 33 - 33 | Montpellier |  |  |

| 2 de abril de 2023 | Saracens | 35 - 20 | Ospreys |  |  |

| 2 de abril de 2023 | Toulouse | 33 - 9 | Bulls |  |  |

### Cuartos de final
| 7 de abril de 2023 | Leinster | 55 - 24 | Leicester Tigers |  |  |

| 8 de abril de 2023 | Toulouse | 54 - 20 | Sharks |  |  |

| 8 de abril de 2023 | Exeter Chiefs | 42 - 17 | Stormers |  |  |

| 9 de abril de 2023 | La Rochelle | 24 - 10 | Saracens |  |  |

### Semifinal
| 29 de abril de 2023 | Leinster | 41 - 22 | Toulouse |  |  |

| 30 de abril de 2023 | La Rochelle | 47 - 28 | Exeter Chiefs |  |  |

### Final
| 20 de mayo de 2023 | Leinster | 26 - 27 | La Rochelle | Aviva Stadium, Dublín |  |

| Bandera de Francia  |
| Campeón La Rochelle |
| Segundo título      |